# Luisa Mountbatten
Luisa Mountbatten RRC (nome completo Louise Alexandra Marie Irene Mountbatten), nata principessa di Battenberg (Seeheim-Jugenheim, 13 luglio 1889 – Stoccolma, 7 marzo 1965) fu regina di Svezia come consorte di re Gustavo VI Adolfo di Svezia (1882-1973).

## Famiglia d'origine
Luisa nacque come principessa di Battenberg. Suo padre era Luigi di Battenberg, che era un ammiraglio sul British Royal Navy, ha rinunciato al suo titolo tedesco durante la prima guerra mondiale e anglicizzato il suo cognome in "Mountbatten" per volere di Giorgio V, e quindi venne creato il marchese di Milford Haven nel pari del Regno Unito. Dal 1917, quindi, sua figlia era conosciuta come "Lady Louise Mountbatten". Sua madre era la principessa Vittoria d'Assia e del Reno.
I suoi nonni materni erano Luigi IV d'Assia e Alice di Sassonia-Coburgo-Gotha, Luisa pertanto discendeva dalla regina Vittoria del Regno Unito. I suoi fratelli e sorelle furono la principessa Alice di Grecia (madre del principe Filippo, duca di Edimburgo), Louis Mountbatten, ultimo viceré dell'impero britannico in India e Giorgio Mountbatten, II marchese di Milford Haven.
I Battenberg discendevano da un matrimonio morganatico contratto da Alessandro d'Assia, figlio del granduca Luigi II d'Assia, con la contessa Julia von Hauke, figlia di un ministro tedesco.
A causa del lavoro di suo padre, la famiglia si spostò tra diversi territori nell'impero britannico, come Malta, ma tornarono spesso negli Heiligenberg fuori Darmstadt che consideravano la loro casa per le vacanze, mantenendo sempre una residenza in Inghilterra. Luisa andava spesso a trovare la bisnonna, la regina Vittoria, sull'isola di Wight con sua madre durante la sua infanzia. La famiglia è descritta come armoniosa. Luisa e sua sorella furono educate dalle governanti, tranne che per un breve periodo alla scuola femminile di Texter a Darmstadt.
Nel 1914, Luisa e sua madre visitarono l'Impero russo e furono invitate a fare un viaggio lungo il Volga insieme alla famiglia imperiale. Durante la sua visita, Luisa notò con preoccupazione l'influenza di Rasputin. Il viaggio fu interrotto dall'improvviso scoppio della prima guerra mondiale e il padre di Luisa le telegrafò per farle tornare immediatamente. Insieme alla madre lasciarono la Russia salpando da Hapsal e raggiunsero la Svezia neutrale. Rimasero in Svezia come ospiti del principe ereditario (il suo futuro marito e della sua allora moglie, Margherita di Connaught, che fu anche sua cugina di primo grado) al Palazzo di Drottningholm, solo una notte prima del loro ritorno in Gran Bretagna.
Durante la prima guerra mondiale Luisa fu attiva per la prima volta nell'Soldiers and Sailors Families Association, ma presto si arruolò nella Croce Rossa. Fu attiva in un ospedale militare francese a Nevers, e poi in un ospedale di guerra a Palaves fuori Montpellier (marzo 1915-luglio 1917). Per il suo volontariato ricevette, alla fine della guerra, la decorazione militare della Croce Rossa Reale RRC. Dopo la guerra, è stata attiva nel lavoro sociale per i bambini nei bassifondi di Battersea a Londra.

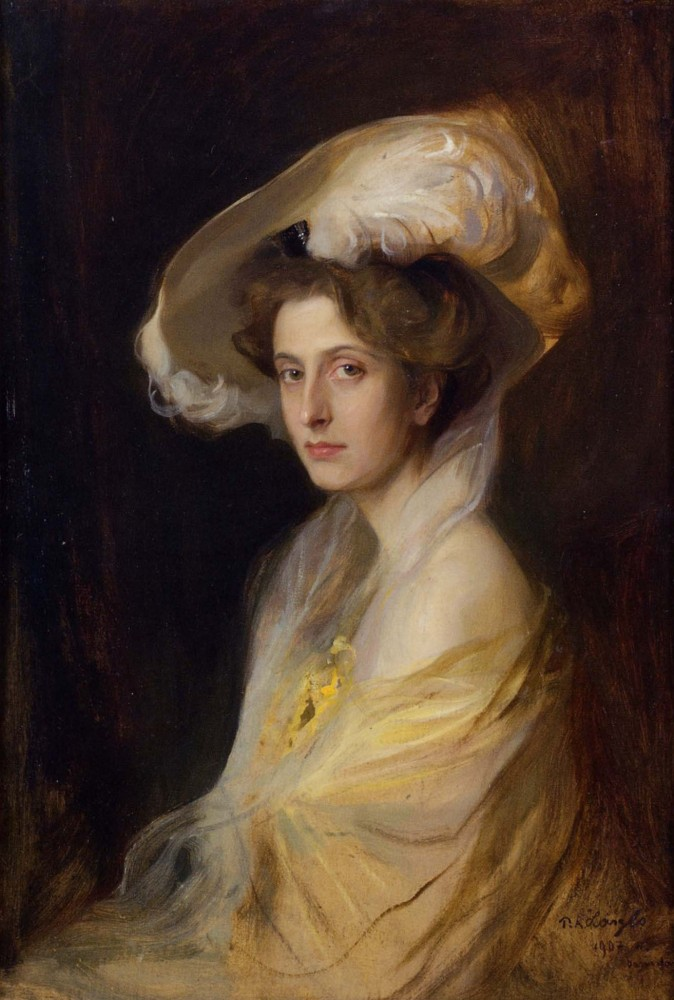
Ritratto di Philip de László, 1907

## Matrimonio

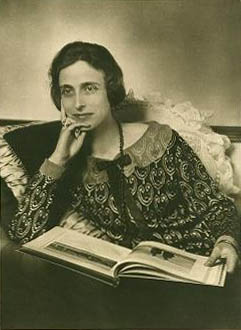
Principessa Luisa Mountbatten,
fotografia del 1920.

Nel 1909, ricevette una proposta dal re Manuele II del Portogallo. Edoardo VII era a favore dell'unione, ma Luisa declinò, poiché desiderava sposarsi per amore.
All'età di vent'anni, si fidanzò segretamente con il principe Cristoforo di Grecia, ma furono costretti a rinunciare per motivi finanziari.
Poco prima dello scoppio della prima guerra mondiale, Luisa si innamorò di un uomo che i suoi genitori approvarono ma fu ucciso in guerra.
Più tardi durante la guerra, mentre si offriva volontaria come infermiera a Nevers, iniziò una relazione con Alexander Stuart-Hill, un artista scozzese che viveva a Parigi. Immaginando che i suoi genitori sarebbero rimasti delusi dalla sua scelta, Luisa tenne segreto il loro fidanzamento. Alla fine, si confidò con i suoi genitori, che inizialmente erano comprensivi, e invitarono Stuart-Hill a Kent House due volte. In effetti, la sua famiglia, riferendosi a lui come "Shakespeare" a causa del suo aspetto strano, lo trovò "eccentrico". In mancanza di risorse, la coppia accettò di rimandare il matrimonio fino a dopo la guerra. Ma nel 1918 il padre di Luisa le spiegò che Stuart-Hill era molto probabilmente omosessuale e che un matrimonio con lui era impossibile.
Nel 1923 il principe ereditario Gustavo Adolfo di Svezia, rimasto vedovo tre anni prima della cugina della madre di Luisa, visitò Londra e, con sorpresa di Louise, iniziò a corteggiarla. Sebbene da giovane Luisa avesse detto che non avrebbe mai sposato un re o un vedovo, accettò la proposta di un uomo destinato ad essere entrambi. Una volta annunciato il fidanzamento della coppia, i media hanno discusso animatamente se la futura sposa fosse costituzionalmente ammissibile per diventare la futura regina svedese.
Il 3 novembre 1923, nella Cappella Reale a St. James's Palace alla presenza di Giorgio V e dei membri di entrambe le famiglie reali, diventò la seconda moglie di Gustavo Adolfo (1882-1973), principe ereditario di Svezia e duca di Scania, figlio del re Gustavo V di Svezia (1858-1950) e della regina Vittoria (1862-1930), nata Baden.

### Principessa ereditaria
Il matrimonio fu descritto come molto felice. Le piaceva anche sua suocera a causa della sua natura amichevole, sebbene si vedessero di rado, poiché la regina Vittoria trascorreva la maggior parte del suo tempo in Italia. Il fatto che la regina trascorresse la maggior parte del suo tempo all'estero significava che Luisa aveva assunto molti doveri reali sin dall'inizio, il che era inizialmente difficile per lei, poiché era descritta come piuttosto timida.
Dopo la morte della regina nel 1930, Luisa era ufficialmente la prima donna della nazione. Ci si aspettava che svolgesse tutti i compiti di una regina, venti anni prima che diventasse effettivamente tale. Ciò significava che Luisa avrebbe assunto la protezione di tutte le organizzazioni e associazioni tradizionalmente assegnate alla regina. Come ex infermiera, fatto che era orgogliosa di sottolineare, Luisa era interessata a migliorare le condizioni di lavoro delle infermiere.
Luisa, che non ebbe figli suoi in quanto l'unica figlia morì alla nascita (il 30 maggio 1925), intrattenne sempre buonissimi rapporti con i figli del marito, anche quando questi diventarono adulti, in particolar modo con la principessa Ingrid e con il principe Carlo Giovanni.
Nel 1926, la coppia fece un viaggio internazionale in tutto il mondo a beneficio degli interessi svedesi, che fu descritto come un grande successo, in particolare il viaggio negli Stati Uniti. Durante un'intervista a Salt Lake City, Luisa affermò di credere nell'uguaglianza di genere e che le donne siano pienamente in grado di essere attive in tutte le professioni e nel mondo degli affari, nonché all'interno della politica. Tra il 1934 e il 1935, fece un viaggio simile in Grecia, Medio Oriente e Africa, chiamato Oriente Tour. Nel 1936 partecipò al funerale di Giorgio V.
Durante la seconda guerra mondiale, Luisa fu attiva nel campo degli aiuti all'interno della Croce Rossa. Ha raccolto candele e altre fonti di luce non elettriche per i bisognosi durante la campagna "Vinterljus" (svedese: luci invernali). Un altro contributo fu il Kronprinsessans Gåvokommitté för Neutralitetsvakten, che fornì regali ai soldati mobilitati per proteggere i confini della Svezia: normalmente calzini, sciarpe e cappelli lavorati da collaboratori provenienti da tutto il paese. Come cittadina di un paese neutrale, Luisa fu anche in grado di agire come messaggera tra parenti e amici oltre i confini della guerra.
Luisa, che amava molto i bambini in generale, si prese cura personalmente di quelli che giunsero come rifugiati dalla Finlandia durante la Guerra d'Inverno, che scoppiò tra Finlandia e Russia nell'inverno del 1939-40.

### Regina
Nel 1950, Luisa divenne regina dopo l'ascesa al trono di suo marito. A Luisa non piaceva il rigoroso protocollo di corte, mantenuto durante l'era della suocera e lo riformò quando divenne regina, istituendo nuove linee guida nel 1954 che democratizzavano molti vecchi costumi. Nel 1962, abolì le presentazioni a corte sostituendoli con "pranzi democratici per donne", alle quali invitò donne in carriera, un'usanza che doveva continuare sotto la principessa Sibilla dopo la sua morte. Luisa ha anche rinnovato e ridecorato l'interno del Palazzo Reale di Stoccolma.
La Regina fu molto popolare tra i suoi sudditi, per il suo carattere sensibile e vivace e per il suo forte senso dell'humour. Era tuttavia una persona molto nervosa e aveva certi comportamenti giudicati eccentrici, come nascondere i suoi cani nei vestiti quando viaggiava o attraversare la strada senza badare alle auto. Come il marito camminava per le vie della città di Stoccolma mescolandosi ai cittadini, senza guardia del corpo o persone della corte che la accompagnassero.
L'ultimo impegno ufficiale della regina fu la cena del Premio Nobel del 1964, durante la quale nessuno notò che in realtà era già ammalata.

## Morte
Luisa morì il 7 marzo 1965 presso il Saint Göran Hospital, a Stoccolma, a seguito di un intervento chirurgico. È sepolta accanto a suo marito e alla sua prima moglie, nel cimitero reale in Solna a nord di Stoccolma.

## Albero genealogico
|                             |               |                                   | Genitori                              |  |  | Nonni |  |  | Bisnonni                    |  |  | Trisnonni                  |  |
|                             |               |                                   |                                       |  |  |       |  |  | Luigi II d'Assia e del Reno |  |  | Luigi I d'Assia e del Reno |  |
|                             |               |                                   |                                       |  |  |       |  |  | Luigi II d'Assia e del Reno |  |  | Luigi I d'Assia e del Reno |  |
|                             |               | Luisa d'Assia-Darmstadt           |                                       |  |  |       |  |  | Luigi II d'Assia e del Reno |  |  |                            |  |
| Alessandro d'Assia          |               |                                   |                                       |  |  |       |  |  | Luigi II d'Assia e del Reno |  |  |                            |  |
|                             |               | Guglielmina di Baden              | Carlo Luigi di Baden                  |  |  |       |  |  |                             |  |  |                            |  |
|                             |               | Guglielmina di Baden              | Carlo Luigi di Baden                  |  |  |       |  |  |                             |  |  |                            |  |
|                             |               | Guglielmina di Baden              | Amalia d'Assia-Darmstadt              |  |  |       |  |  |                             |  |  |                            |  |
| Luigi di Battenberg         |               | Guglielmina di Baden              |                                       |  |  |       |  |  |                             |  |  |                            |  |
|                             |               | Conte Hans Moritz von Hauke       | Friedrich Carl Emanuel Hauke          |  |  |       |  |  |                             |  |  |                            |  |
|                             |               | Conte Hans Moritz von Hauke       | Friedrich Carl Emanuel Hauke          |  |  |       |  |  |                             |  |  |                            |  |
|                             |               | Conte Hans Moritz von Hauke       | Maria Salomé Schweppenhäuser          |  |  |       |  |  |                             |  |  |                            |  |
| Contessa Julia von Hauke    |               | Conte Hans Moritz von Hauke       |                                       |  |  |       |  |  |                             |  |  |                            |  |
|                             |               | Sophie Lafontaine                 | Franz Leopold Lafontaine              |  |  |       |  |  |                             |  |  |                            |  |
|                             |               | Sophie Lafontaine                 | Franz Leopold Lafontaine              |  |  |       |  |  |                             |  |  |                            |  |
|                             |               | Sophie Lafontaine                 | Maria Theresa Kornély                 |  |  |       |  |  |                             |  |  |                            |  |
| Lady Luisa Mountbatten      |               | Sophie Lafontaine                 |                                       |  |  |       |  |  |                             |  |  |                            |  |
|                             | Carlo d'Assia | Luigi II d'Assia e del Reno       |                                       |  |  |       |  |  |                             |  |  |                            |  |
|                             | Carlo d'Assia | Luigi II d'Assia e del Reno       |                                       |  |  |       |  |  |                             |  |  |                            |  |
|                             | Carlo d'Assia | Guglielmina di Baden              |                                       |  |  |       |  |  |                             |  |  |                            |  |
| Luigi IV d'Assia e del Reno | Carlo d'Assia |                                   |                                       |  |  |       |  |  |                             |  |  |                            |  |
|                             |               | Elisabetta di Prussia             | Federico Guglielmo Carlo di Prussia   |  |  |       |  |  |                             |  |  |                            |  |
|                             |               | Elisabetta di Prussia             | Federico Guglielmo Carlo di Prussia   |  |  |       |  |  |                             |  |  |                            |  |
|                             |               | Elisabetta di Prussia             | Maria Anna d'Assia-Homburg            |  |  |       |  |  |                             |  |  |                            |  |
| Vittoria d'Assia e del Reno |               | Elisabetta di Prussia             |                                       |  |  |       |  |  |                             |  |  |                            |  |
|                             |               | Alberto di Sassonia-Coburgo-Gotha | Ernesto I di Sassonia-Coburgo-Gotha   |  |  |       |  |  |                             |  |  |                            |  |
|                             |               | Alberto di Sassonia-Coburgo-Gotha | Ernesto I di Sassonia-Coburgo-Gotha   |  |  |       |  |  |                             |  |  |                            |  |
|                             |               | Alberto di Sassonia-Coburgo-Gotha | Luisa di Sassonia-Gotha-Altenburg     |  |  |       |  |  |                             |  |  |                            |  |
| Alice di Gran Bretagna      |               | Alberto di Sassonia-Coburgo-Gotha |                                       |  |  |       |  |  |                             |  |  |                            |  |
|                             |               | Vittoria del Regno Unito          | Edoardo Augusto di Hannover           |  |  |       |  |  |                             |  |  |                            |  |
|                             |               | Vittoria del Regno Unito          | Edoardo Augusto di Hannover           |  |  |       |  |  |                             |  |  |                            |  |
|                             |               | Vittoria del Regno Unito          | Vittoria di Sassonia-Coburgo-Saalfeld |  |  |       |  |  |                             |  |  |                            |  |
|                             |               | Vittoria del Regno Unito          |                                       |  |  |       |  |  |                             |  |  |                            |  |